# Pokémon Omega Ruby og Alpha Sapphire
Pokémon Omega Ruby (ポケットモンスター オメガルビー Poketto Monsutā Omega Rubī) og Pokémon Alpha Sapphire (ポケットモンスター アルファサファイア Poketto Monsutā Arufa Safaia) er opdaterede remakes af rollespillene Pokémon Ruby og Sapphire. Spillene er en del af Pokemon-spilseriens sjette generation og er udviklet af Game Freak samt udgivet af The Pokémon Company og Nintendo til Nintendo 3DS. Spillene blev annonceret i maj 2014 og blev udgivet den 21. november 2014 i Japan, Nordamerika og Australien, præcis tolv år efter Ruby og Sapphires oprindelige udgivelsesdate, men først den 28. november 2014 i Europa. Som i Pokémon X og Y inkluderede spillene alle de officielle oversættelser i modsætning til de forrige generationer, som kun blev udgivet med ét sprog per eksemplar.
Omega Ruby og Alpha Sapphire modtog generelt positiv kritik fra anmeldere. Per den 31. marts 2020 har spillene solgt 14.27 eksemplarer på verdensplan.